# Prandtl (Mondkrater)
Prandtl ist ein Einschlagkrater auf der Mondrückseite.
Der Krater Prandtl liegt im Süden der erdabgewandten Seite, am südöstlichen Rand des riesigen Einschlagbeckens Planck.
Das Einschlagereignis fand in der nektarischen Periode statt.
Der Krater wurde 1970 von der IAU offiziell nach dem deutschen Ingenieur Ludwig Prandtl benannt.